# Gadaxara
Gadaxara es el nombre de un caballero cristiano del siglo VIII leal al rey Alfonso II el Casto de Asturias que aparece mencionado brevemente en una crónica escrita por Ibn Idari.
La crónica comenta que participó en la batalla del río Quirós del año 795 interponiéndose entre las tropas cristianas y la caballería musulmana con 3.000 caballeros, permitiendo así al grueso del ejército cristiano retirarse hasta un castillo situado cerca del río Nalón.

Avanzó después de esto a un rio que llaman Cortia, donde le salió al encuentro Gadaxera con tres mil caballos, y le combatió hasta que huyó su ejército y cogió prisionero a Gadaxera y dio muerte de sus compañeros a gran número, y cautivó todo el ejército, que habia en aquella comarca.